# Escalera Denis-Papin
La escalera Denis-Papin (en francés: escalier Denis-Papin) se ubica en la ciudad de Blois, en el centro de Francia. Es una escalera monumental de piedra que une la ciudad alta con el centro histórico situado a orillas del río Loira. Desde lo alto de esta escalera, se tiene una vista panorámica del puente Jacques-Gabriel, el valle del Loira y el casco antiguo. La vista de la escalera desde el puente sobre el río también es notable.

## Historia
A mediados del siglo XIX, como la circulación en la ciudad era difícil, el municipio de Eugène Riffault decidió abrir una nueva calle en el eje del puente Jacques-Gabriel inspirándose en la obra de Georges Eugène Haussmann en París.
Paralelamente a la construcción de la rue Denis Papin, Eugène Riffault encargó al arquitecto blesiano Jules de La Morandière la construcción de una escalinata, versión monumental de las gradas tradicionales de Blois, en el eje de la calle y del puente. Las obras comenzaron en 1862 y finalizaron en 1865. Sin embargo, la escalera nunca llegó a construirse en la versión inicialmente prevista, con una fuente y balaustradas de piedra.

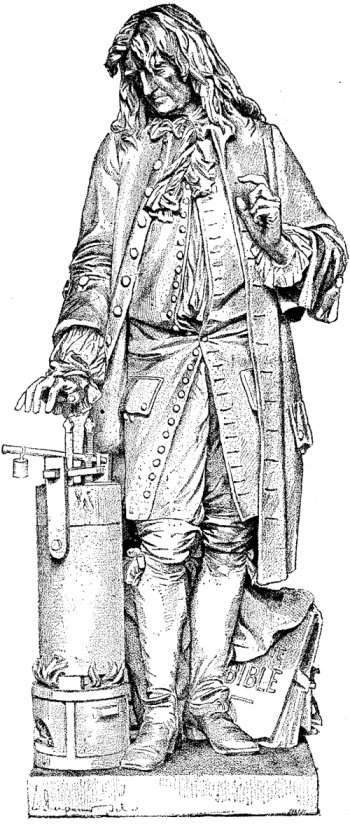
Denis Papin con su célebre marmita. Escultura en bronce de Aimé Millet (1880), cuya réplica también existe en París.

Construida en homenaje al inventor local, Denis Papin, cuya estatua domina la parte superior de la escalinata desde el 1880, la escalera abre una larga perspectiva hacia el sur, ofreciendo una vista del barrio de Puits-Châtel, del puente, del barrio Viena, así como de la parte baja de Saint-Gervais-la-Forêt.

## Decoraciones temporales
Desde 2013, la escalera se decora ocasionalmente con motivo de grandes eventos locales: las Rendez-vous de l'histoire, el festival BD Boum o algunas exposiciones del Castillo Real, la Casa de la Magia y la Fondation du doute.

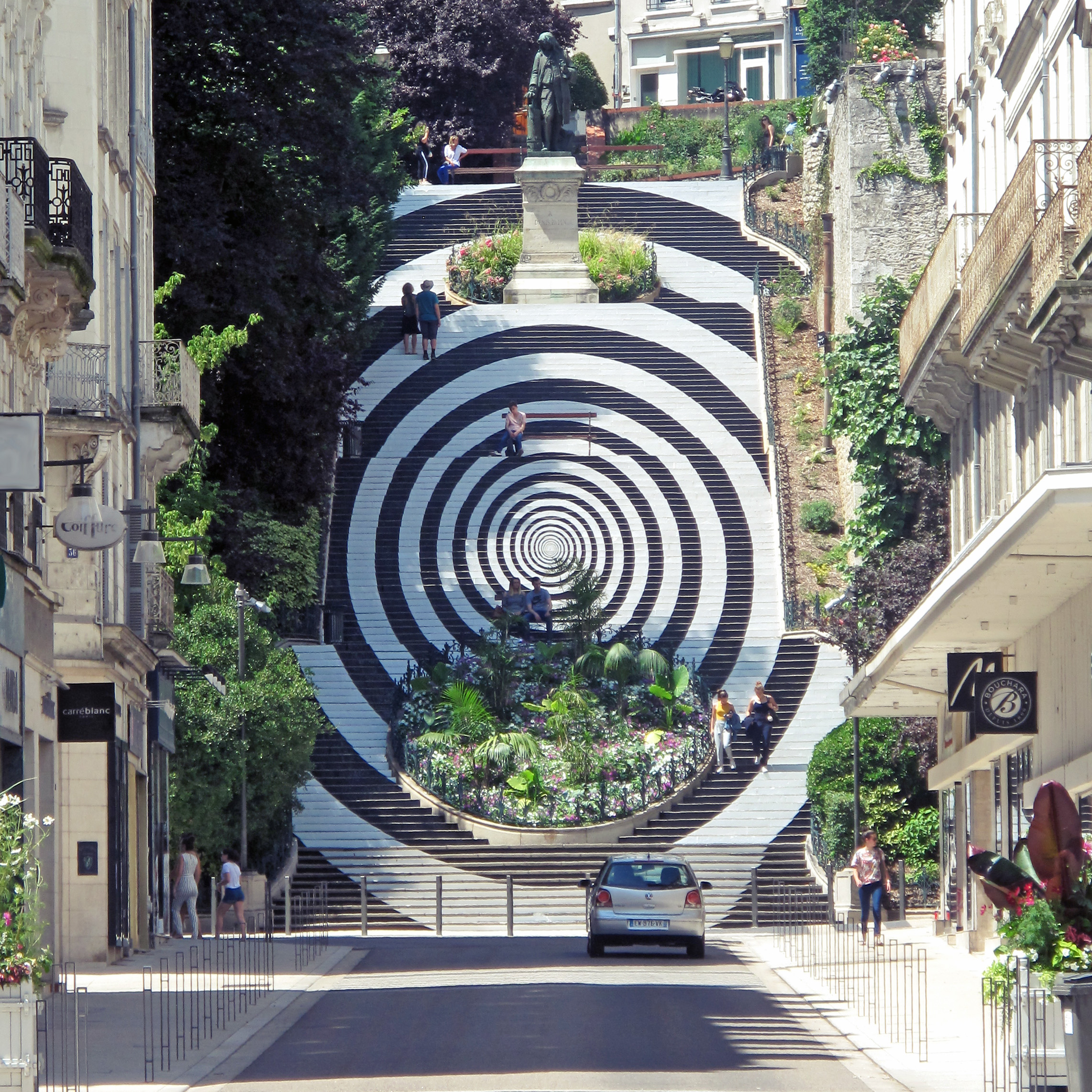
El torbellino mágico decoró la escalera durante el verano de 2018, en un guiño al vigésimo aniversario de la Casa de la Magia, dedicada a las ilusiones.
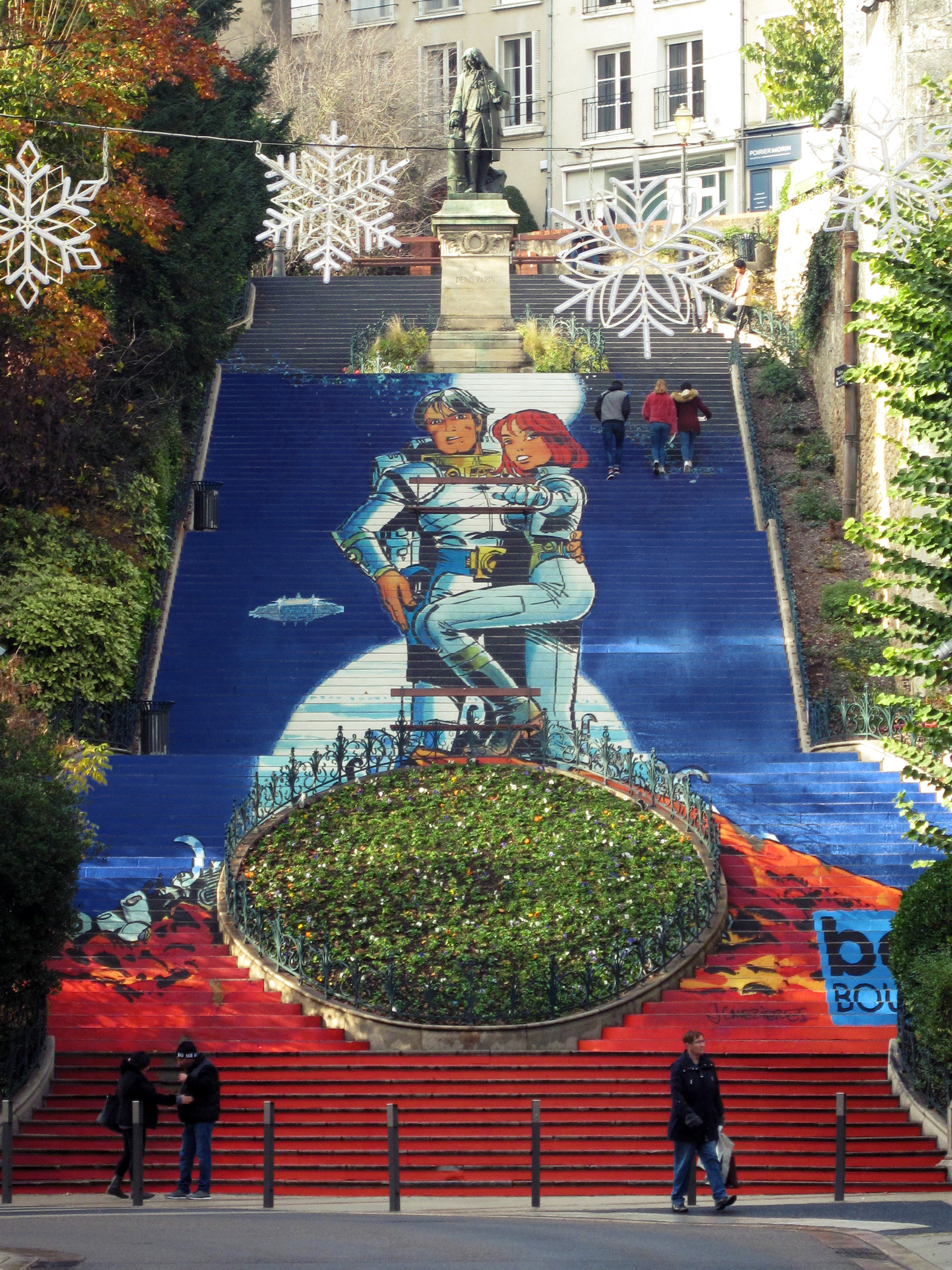
Los personajes principales de Valérian y Laureline decorando la escaleras durante el evento BD Boum, a finales de 2018.